# Filippínó Demokrata Párt – Népi Erő
A Filippínó Demokrata Párt – Népi Erő (tagalogul: PDP-LABAN) egy fülöp-szigeteki, baloldali, demokratikus szocialista politikai párt, amit 1982-ben alapítottak. 2016 és 2022 között a PDP-Laban az ország kormányzópártja, Rodrigo Duterte elnöksége alatt.

## Ideológia
A párt magát szociáldemokrata, demokratikus szocialista és populista szellemiségűnek vallja, egyesek szerint föderalista is. Ami azt jelenti, hogy a párt támogatja a szövetségi államformát. Ez utóbbit úgy érnék el, hogy alkotományt módosítanának.
Fontos értéknek tartják a szabadságot, szolidaritást, társadalmi felelősségvállalást, társadalmi igazságosságot.
A pártot balközépnek illetve baloldalinak szokták jellemezni.

## Választási eredmények

### Képviselőház
| Választás éve | Szavazatok száma | Szavazatok % | Mandátumok | Eredmény                                    |
| ------------- | ---------------- | ------------ | ---------- | ------------------------------------------- |
| 1984          |                  |              | 6 / 200    | Ellenzék                                    |
| 1987          | 3,477,958        | 17.3%        | 43 / 214   | Lakas Párt vezette koalíciós kormány        |
| 1992          |                  |              |            | Ellenzék a Nemzeti Koalíció részeként       |
| 1995          | 130,695          | 0.7%         | 1 / 220    | Ellenzék                                    |
| 1998          | 134,331          | 0.6%         | 0 / 257    | LAMMP-vezette koalíciós kormány             |
| 2001          |                  |              | 1 / 256    | Ellenzék                                    |
| 2004          |                  |              | 2 / 261    | Ellenzék                                    |
| 2007          |                  |              | 5 / 271    | Lakas párt vezette koalíciós kormány        |
| 2010          | 246,697          | 0.7%         | 2 / 286    | Liberális Párt vezette koalíciós kormány    |
| 2013          | 281,320          | 1.0%         | 0 / 293    | Ellenzék                                    |
| 2016          | 706,407          | 1.9%         | 3 / 297    | PDP–Laban vezette koalíciós kormány         |
| 2019          | 12,653,960       | 31.2%        | 82 / 304   | Nacionalista Párt vezette koalíciós kormány |